# Otocepheus verrucosus
Otocepheus verrucosus är en kvalsterart som beskrevs av Sandór Mahunka 2000. Otocepheus verrucosus ingår i släktet Otocepheus och familjen Otocepheidae. Inga underarter finns listade i Catalogue of Life.